# 陪审员选任制度
陪审员选任制度（jury selection），是指在实行陪审制的情况下，选择并委任陪审员的司法程序。在需要实行陪审制的诉讼程序（包括民事诉讼和刑事诉讼）中，首先需要从法院所在地的地区居民中随机抽选出大批候补陪审员，组成候选陪审员团。随后，候补陪审员需要在法庭上接受法官或各方代理人（律师、检察官）的问询。在不同法域（各国或各州），各方代理人可以对陪审员申请“有理由的回避申请”，或者可以在有限的次数内申请“无理由的回避申请”。在实行死刑制度的法域内，对于死刑案件，必须排除反对死刑的人进入陪审团（死刑案陪審團）。这一阶段，为了能够尽可能选出对己方有利或者至少不会对己方形成不利的陪审员，各方代理人往往需要寻求专业人士的指导。在陪审制国家，对于陪审员选任过程的技巧研究（陪審團研究）也相对比较发达。

## 候选陪审员团的组成

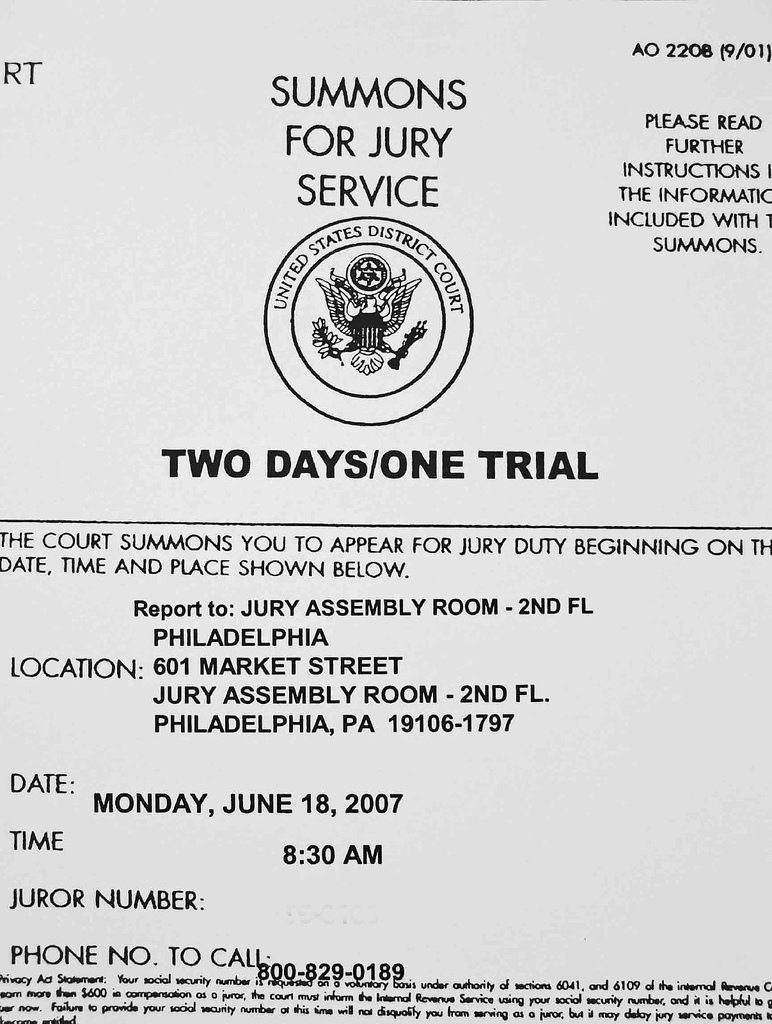
美国联邦地方法院发出的陪审员传票

尽管各个法域在细节上有所不同，但作为陪审员选任程序的第1阶段，基本都以组成候选陪审员团（jury pool）为主。所谓候选陪审员团，就是为了确定执行陪审任务的人选，而随机抽选的人员组合。抽选候选陪审员的方法有很多，大多数法域都利用本地选民名册、驾驶执照持有者名册或者其他登记了本地居民的名册（例如纳税人名册、自来水或电力使用人名册等），然后用随机抽取的方法确定一定人数的候选陪审员。最近，许多法院都开始将多种名册合成一个大名册，以便于每次确定候选陪审员。在美国，被使用频率最高的名册就是选民登记册和驾驶执照登记册，共有19个州使用此种办法。
在具备成为陪审员资格后，也并非必须接受陪审员的职务。在几乎所有法域中，都规定了若干陪审员义务豁免的事由，如果被选入候补陪审员团的个人有相应事由，就可以拒绝接受陪审员的任命。最普遍的豁免事由是与职业有关的（例如与刑事案件有密切关联的医生、消防员、政治家、警察等职业）。根据各地传统，以职业为理由的豁免，是基于这些职业的技术含量较高，可替代性弱，如果长期进行陪审工作，将对当地人的工作生活带来不便这一考虑。其他的豁免事由包括：曾与过去一定期间（12个月到24个月不等）内担任过陪审员的人、需要亲自照顾病患或幼儿的人、无行为能力人等。某些情况下，人们可以以宗教或信仰的理由申请豁免陪审员义务。另外，如果因宗教或道德的理由认为参加对他人的审判是一种错误行为的人也可以免于担任陪审员。在美国的一些法域，曾经规定接受过法律教育的人或律师及其他法律专业人士，由于其可能对其他陪审员造成不当影响，因此可以成为豁免对象，但近年来，这种豁免规定逐渐被取消。另外，法院可以在候选者患病、经济穷困等其他不合适的特殊情况下，豁免其担任陪审员的义务。对于很多非英语母语的人士来说，不精通英语也是一个很恰当的豁免事由。
确定候选者后，将进行陪审员的遴选程序。如在确定全部陪审员之前，候选陪审员团的人选已用尽，法院书记员将追加候选陪审员团的人数。但是如果追加的候选者无法迅速确定的话，法院可以选出补缺陪审员（tales jury）。补缺陪审员制度是指，法院对执法机关（如警察等）发出指令，要求后者在本地公共场所寻找符合条件的人员以补满陪审团法定人数。这是一种在特殊情况下实行的例外制度，很少被法院利用。
在许多法域，被告人可以为了接受更为公平的审判，而要求变更管辖法院。其中的一个理由就是，某案件在当地被媒体广泛宣传，以致于陪审员可能受到不公正的舆论影响，因此需要变更审判地点。

## 预备询问

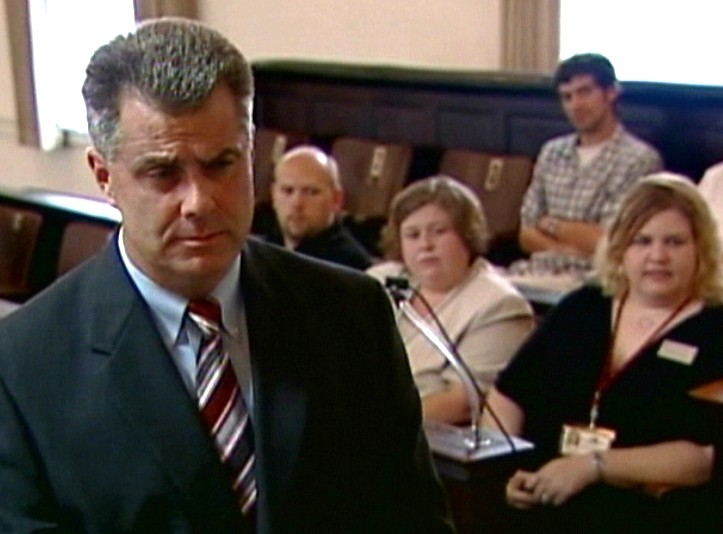
在陪审员选任程序中进行询问的诉讼代理人

被抽选入候选陪审员团的人选，通常会接受双方代理人或法官的询问。根据询问结果，双方当事人及其代理人可以对陪审员提出异议并申请回避。在普通法国家，这被称为“預先審查”（英語：voir dire）。预备询问中，通常由发问者向全体候选人提问，并由举手的方式作答，但有时也对个别候选陪审员发问并要求其用陈述方式回答。某些法域规定，法官也可以进行预备询问。
各国或各个法域，对于以何种方式并在何等程度内否决候选陪审员，有着不同的规定。
在英格兰，为了使回避申请获得批准，主张的一方必须提供充足的证据以证明被告人认识候选陪审员或其他类似程度的事实。
但是，在澳大利亚、加拿大、法国、新西兰、北爱尔兰、爱尔兰、美国等国，控辩双方均有若干次的“无理由回避申请权”，即无需任何理由就可以排除某些人选的权利。一般情况下，辩护律师一方会尽量排除与案件受害人拥有相近职业、生活环境等，从而可能对被害人一方产生异常同情的人选，同理，控诉一方会排除与被告人有着类似背景的人选。但是，在美国，根据Batson诉肯塔基州案判决，检察官一方如排除少数或弱势群体的陪审员且遭到被告人一方反对时，检察官必须说明该种不具有人种歧视的因素（此后，其他判例也就性别中立的问题，做出了类似的规定。。）。
部分法域也规定，各方代理人可以向法官提出“有理由的回避申请”（challenge for cause）。这种情况下，代理人往往会主张陪审员的成长环境、信仰可能导致其带有偏见、不适于担任陪审员等理由。在美国（可能包括其他国家），利用这一规定而免去陪审义务的公民也很常见。

### 美国
在美国，预备询问的程序经常被双方利用，对于其实际操作方式，也引起了许多争议。这涉及如何确保候选陪审员的个人隐私，以及“公平的陪审”的本质问题。一种观点认为，对陪审员的询问的目的，并非要了解陪审员是否存在固定的偏见，而是要确定陪审员的判断是否容易受感情因素左右。与之相反，也有观点认为，预备询问可以增加各方代理人对陪审员裁决的信任度。

### 英国
在英格兰及威尔士等地的预备询问程序中，候选人只会被问及“阁下是否能在国王和被告人之间作出公平的审理？”这个简单的问题，只要回答“是”，该候选人就能成为陪审员。
被告人申请陪审员回避的权利，受到一定程度的限制。最初，被告人也可以无需理由就对候选陪审员提出异议，但其次数也受限制。另一种有理由回避申请的情况下，报告人必须提出足够明确证明候选人具有偏见的证据。先前，对于候选陪审员的回避申请，由其他陪审员（进行过特别宣誓的陪审员）审理，但如今，对于有理由回避申请，则改由法官进行裁决。此外，控诉方没有申请无理由回避的权利，取而代之的是，控诉方有要求陪审员“待机”（stand by）的权利，即该陪审员会被排至候选人名册末尾，因此从实际效果来看，仍能达到阻止其参加陪审团的目的。

## 对反死刑主义者的排除
美国的死刑案件（检察官要求判处死刑的案件）中，经常会出现从候选陪审员团中排除反对死刑主义者（death-qualification）的状况。这是指，从候选陪审员团中，将无条件反对死刑的人选全体排除的程序。这一程序可以使得陪审团在认为犯罪足以判处死刑时确保死刑判决的下达。但另一方面，也有观点认为这会增加被告人被判有罪的概率。
根据美国最高法院在威瑟斯彭訴伊利諾州案，391 U.S. 510（1968），和“骆克诉麦克里案（Lockhart v. McCree，476 U.S. 162，1986）”的判决，死刑案陪审团的使用被认为是符合美国宪法的，特别是其中的第六修正案，虽然两个判决中，都没有强制规定死刑案陪审团必须不包含断然不愿意执行死刑判决的陪审员。基于“威瑟斯彭”一案决定了威瑟斯彭的死刑案陪审团的选任程序，在美国，这口语上也可以称为“威瑟斯彭陪审团（Witherspooning a jury）。
若表示自己反对死刑，陪审员不会被自动取消其资格。一方当事人可以尝试询问复职该陪审员，如尽管有个人信念，其是否仍会考虑提供死刑判决等。一个过分支持死刑，可能因此会被排除的陪审员，也有可能因为他申明自己愿意坦率考虑终身监禁，而被复职。

## 专家的协助
从1970年代至1980年代期间，在美国，为了更有效地利用无理由回避申请制度，许多诉讼会寻求专家的协助，进行陪审员的科学甄别。一些反对意见认为，这种做法会使得富余阶层能更多地利用其资源获取对自己有利的陪审团人选，因此需要加以限制。但对于这种科学甄别的最终效果，目前尚没有明确的研究结果。
在一些具有重大利害关系的诉讼中，律师往往会寻求全方位的陪审研究或陪审咨询服务（jury consulting、jury research），这其中会利用各种各样的理论和技巧。

## 脚注
1. ↑  由于在美国或其他某些国家，由于实行联邦制度，同一国度内存在多个独立的司法体系，因此形成了多个“法域”。浅香吉干. . 美国法ベーシックス. 弘文堂. 2000-12-30 （日语）.
2. ↑  voir dire的语源来自古代法语，分别是“真实”和“表述”的含义（《兰登书屋英日大辞典》、《牛津新英英辞典》）。
3. ↑  Batson v. Kentucky（英语：Batson_v._Kentucky）, U.S. Reports（英语：U.S. Reports） 476卷79頁（美国联邦最高法院・1986年）。
4. ↑  J.E.B. v. Alabama ex rel. T.B.（英语：J.E.B. v. Alabama ex rel. T.B.）, U.S. Reports 511卷127頁（美国联邦最高法院・1994年）。

## 延伸阅读
- 《美国陪审员不好幹》（页面存档备份，存于），作者王忻，《环球时报》2004年11月24日
- 《当美国陪审员的滋味》[永久]，作者蜀萍，《青年参考》2006年6月20日

## 外部連結
- 香港陪審團制度簡介，香港司法機構